# Île aux Vainqueurs
L'île aux Vainqueurs est une petite île inhabitée de l'archipel de Saint-Pierre-et-Miquelon, située à environ 2 km à l'est de  l'île de Saint-Pierre, l'île aux Marins se trouvant entre les deux.

## Géographie
Comme l'île aux Marins proche, l'île aux Vainqueurs se présente comme une île très plate, basse sur l'eau. Elle mesure un peu plus de  650 mètres du nord au sud, dans sa plus grande longueur et couvre entre un peu moins d'un a deux kilomètres carrés, en partie couverte de prairie. Son altitude la plus élevée est de 25 mètres, le sommet d'un rocher au nord de l'île. Un autre rocher d'une dizaine de mètres se trouve au sud-est de l'île à laquelle il est relié par un petit bande de sable et galets, partiellement recouvert à marée haute.
Au large de l'île, au sud, se dresse un rocher appelée île Pelée, une roche de rhyolite polie qui est reliée à l'île aux Vainqueurs par un seuil rocheux qui émerge à marée basse. À 300 mètres au nord de l'île, se trouvent l'île aux Pigeons et quelques autres rochers.

## Histoire
L'île était anciennement appelée « isle au Bourg ». Mais sur une carte du début du XIXe siècle figure le nom « Île aux Boures dite aux Vainqueurs ».
L'île n'a jamais été habitée mais a servi de lieu de quarantaine en 1869 lors du passage du brick de guerre Le Curieux avec des cas de fièvre jaune. Pendant cette quarantaine, un petit lazaret fut construit avec un peu d'élevage. Il servira encore pour d'autres cas de quarantaine avant que l'île ne soit définitivement désaffectée en 1915.